# 춘화춘풍
"춘화춘풍"은 한국에서 제작된 최기풍 감독의 1989년 멜로/로맨스 영화이다. 강혜지 등이 주연으로 출연하였고 유영무 등이 제작에 참여하였다.

## 출연

### 주연
- 강혜지
- 문태선

## 기타
- 조명: 신학성
- 녹음: 손인호